# NGC 1660
NGC 1660 é uma galáxia espiral (Sa) localizada na direcção da constelação de Caelum. Possui uma declinação de -41° 29' 52" e uma ascensão recta de 4 horas, 44 minutos e 11,1 segundos.
A galáxia NGC 1660 foi descoberta em 1 de Dezembro de 1837 por John Herschel.